# 道野真弘
道野 真弘（みちの まさひろ、1967年 - ）は、日本の商法学者、浄土真宗の僧侶。専門は商法、会社法。大阪の超願寺の住職も務める。

## 略歴
大阪市出身。大阪市立大学法学部卒業、立命館大学大学院法学研究科民事法専攻博士課程後期課程単位取得退学。1997年から2008年まで小樽商科大学助教授（准教授）を務めたのち、2008年に近畿大学法学部准教授、2009年より教授を務める。